# 鵜川薫
鵜川 薫（うかわ かおる、1975年1月9日 - ）は、日本の女優。東京都出身。
血液型はA型。本名同じ。旧芸名は、坂本 かほる。黒BUTAオールスターズ第2期生。ダブルフォックス、ルージュに所属していた。

## 人物
モデルを目指して芸能界入り。
オリジナルビデオ『平成ウルトラセブンシリーズ』のハヤカワ・サトミ隊員役で人気を博した。また同時期には特撮テレビ番組『ゴジラアイランド』にもレギュラー出演していた。

## 出演作品

### テレビ
- トツゼン親娘（1995年 - 1996年）
- ゴジラアイランド（1997年 - 1998年） - ランデス 役[3]
- 心室細動（1998年）
- ワニのこだわり アイドル刑事S（1999年） - 刑事 役
- 腐女子デカ 第3話「禁断の生クリーム兄弟」（2008年） - 峰岸乙子 役
- ウルトラマンタイガ 第11話「星の魔法が消えた午後」（2019年） - 神崎穂花 役

### バラエティ
- 黒BUTA天国（1993年）
- ビートたけしのつくり方（1993年 - 1994年）
- 秘湯ロマン（1998年 - ）

### 映画
- 劇場版 ウルトラマンR/B セレクト 絆のクリスタル（2019年） - 女性アナウンサー 役

### オリジナルビデオ
- 平成ウルトラセブン - ハヤカワ・サトミ隊員 役
  - ウルトラセブン誕生30周年記念3部作（1998年）
  - ウルトラセブン1999最終章6部作（1999年）
  - ウルトラセブン誕生35周年“EVOLUTION”5部作（2002年）
- くノ一忍法帖 柳生外伝（1998年） - お品 役
- ウルトラマンネオス 第4話「赤い巨人! セブン21」（2000年） - 柴田エリカ 役
- 秘湯ロマン「北陸・東海・近畿の秘湯I、II」（2001年）
- 鵜川薫イメージビデオ「Supreme 鵜川薫」（2001年）

### 舞台
- 美少女戦士セーラームーンS（1994年） - 海王みちる / セーラーネプチューン 役
- くるみ割り人形（2005年） - 女中頭 役

### CM
- P&G・「クレアラシル・フェイスウォッシュ」（1993年）
- サントリー・「ピコー」（1995年）
- コシダカホールディングス・「カラオケまねきねこ」（2019年）

### WEB
- 平成ウルトラセブン DVD-BOX 発売記念 キャストコメント（2012年）

### その他
- アックス
- キャラDama
- 全日空スカイビジョン・トラベルナビゲーター（1998年 - ） - ナビゲーター
- ファービーの絵本

## ディスコグラフィ
- 黒BUTAオールスターズ「あなたにお願い申し上げます」（1993年）
- 渡辺宙明2000＜ミレニアム＞ V-MONSTER・「ガラスのソルジャー」（1999年）

## 著書
- 鵜川薫 in ウルトラセブン サトミへのエチュード（1999年）